# Фонд X-Prize

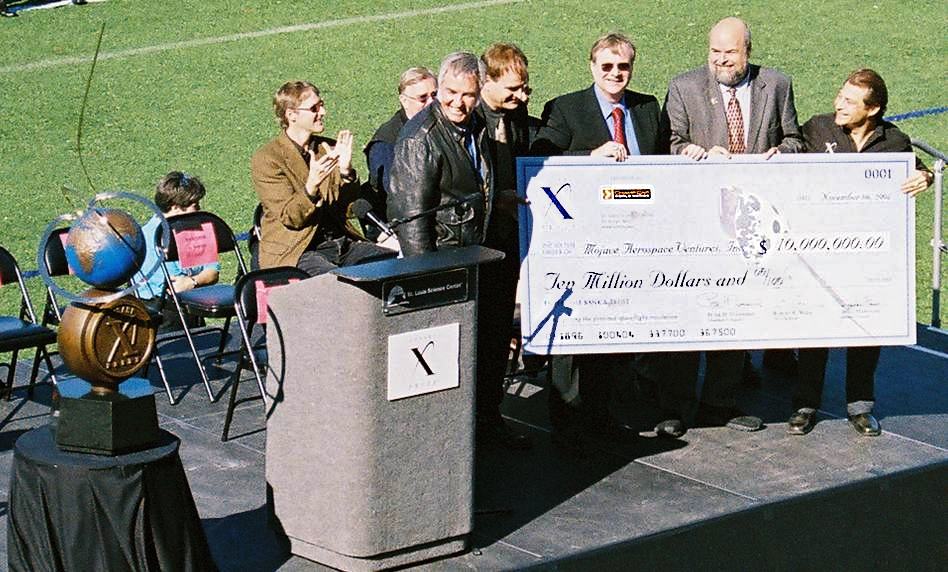
Вручення символічного чека на $ 10 млн переможцям Ansari X Prize 6 листопада 2004 на стадіоні Сент-Луїса.

Фонд «X-Prize» (англ. X Prize Foundation) — преміальний фонд підтримки революційних інновацій, спрямованих на поліпшення життя всього людства. Премії присуджують у чотирьох категоріях: енергетика та довкілля (англ. Energy & Environment), освоєння довкілля (англ. Exploration), освіта і розвиток (англ. Education & Global development), біологія і медицина (англ. Life Sciences). Кошти фонду надходять від приватних благодійників і корпорацій.

## Керівництво, учасники та піклувальники фонду «X-Prize»
- Пітер Діамандіс — голова фонду.
- Ануше Ансарі — член піклувальної ради.